# Dong Jiang
Dong Jiang ((东江, pinyin: Dōng Jiāng, betyder "østfloden") er den østlige af de større bifloder til Perlefloden i det sydlige Kina. De andre to er Xi Jiang og Bei Jiang.
Dong Jiang har sit udspring i bjergene i den sydlige del af provinsen Jiangxi, løber overvejende mod vest og munder stærkt forgrenet ud i Perlefloden ved Humen i Dongguan, omkring 50 km syd for Guangzhou (Kanton). Dong Jiang har et afvaningsområde på omkring 32.000 km².
Hongkongs regering har siden 1969 købt vand fra Dong Jiang af Guangdongs provinsregering. Over 60 % af det vand som benyttes i Hongkong husstande er hentet fra Dong Jiang.
23°02′12″N 113°31′03″Ø / 23.0367702°N 113.5176086°Ø